# Further Adventures of Sammy Orpheus
Further Adventures of Sammy Orpheus è un cortometraggio muto del 1915 diretto e interpretato da Tom Santschi. Prodotto dalla Selig, aveva tra gli altri interpreti Bessie Eyton, Harry Lonsdale e Bella Riddell.

## Trama
Sammy Orpheus, il suonatore di flauto itinerante della Bowery il cui talento musicale gli ha salvato numerose volte la vita, non ha mai dimenticato Jenny, la sua innamorata, che vive ancora a New York mentre lui si trova adesso nella giungla africana insieme al fedele elefante T'oddles. Una notte, Sammy si rifugia in una grotta dove vive una paurosa esperienza a causa di una coppia di leoni che però lui riesce a piegare con la musica del flauto. Lasciata la grotta, raggiunge una spiaggia dove viene catturato da alcuni pirati che sorprende mentre stanno sotterrando un tesoro. Neanche loro, però, riescono a sottrarsi all'incantesimo del suo flauto. Anzi, lo portano con sé sulla nave che però naufraga. L'unico sopravvissuto è proprio Sammy. Rifugiatosi in un castello moresco, farà innamorare di sé la sultana. Ma quando lei gli si dichiara, lui manifesta la sua eterna fedeltà all'amata Jenny. La donna, allora, lo destina a venire sbranato nella fossa dei leoni. Ancora una volta, la musica salva il flautista, disarmando la ferocia delle belve. Dopo tante avventure, Sammy recupera l'oro dei pirati e, con il fedele T'oddles torna all'amata Jenny.

## Produzione
Il film fu prodotto dalla Selig Polyscope Company. Fu uno dei numerosi film che il produttore William Nicholas Selig mise in cantiere per sfruttare il suo zoo di animali che usò sia per le proprie pellicole, sia dandoli in affitto ad altre case di produzione.

## Distribuzione
Distribuito dalla General Film Company, il film - un cortometraggio in una bobina - uscì nelle sale cinematografiche statunitensi il 9 gennaio 1915.